# Pedraído

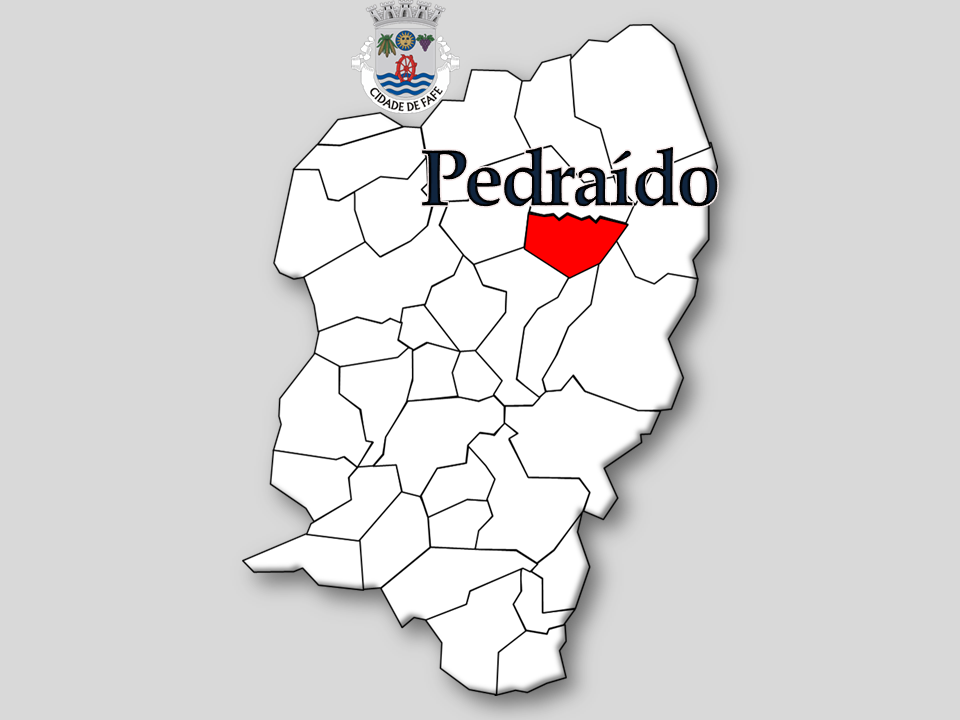
Localização da Freguesia de Pedraído no Município de Fafe

Pedraído é uma localidade portuguesa do Município de Fafe que foi sede da extinta Freguesia de Pedraído, freguesia que tinha 5,18 km² de área e 265 habitantes (2011) , e, por isso, uma densidade populacional de 51,2 hab/km².
A Freguesia de Pedraído foi extinta em 2013, no âmbito de uma reforma administrativa nacional, para, em conjunto com as Freguesias de Aboim, Felgueiras e Gontim, formar uma nova freguesia denominada União de Freguesias de Aboim, Felgueiras, Gontim e Pedraído com a sede na Avenida da Igreja em Aboim.
Constituiu, até ao início do século XIX, o couto de Pedraído.

## População
| População da freguesia de Pedraído (1864 – 2011) | População da freguesia de Pedraído (1864 – 2011) | População da freguesia de Pedraído (1864 – 2011) | População da freguesia de Pedraído (1864 – 2011) | População da freguesia de Pedraído (1864 – 2011) | População da freguesia de Pedraído (1864 – 2011) | População da freguesia de Pedraído (1864 – 2011) | População da freguesia de Pedraído (1864 – 2011) | População da freguesia de Pedraído (1864 – 2011) | População da freguesia de Pedraído (1864 – 2011) | População da freguesia de Pedraído (1864 – 2011) | População da freguesia de Pedraído (1864 – 2011) | População da freguesia de Pedraído (1864 – 2011) | População da freguesia de Pedraído (1864 – 2011) | População da freguesia de Pedraído (1864 – 2011) |
| ------------------------------------------------ | ------------------------------------------------ | ------------------------------------------------ | ------------------------------------------------ | ------------------------------------------------ | ------------------------------------------------ | ------------------------------------------------ | ------------------------------------------------ | ------------------------------------------------ | ------------------------------------------------ | ------------------------------------------------ | ------------------------------------------------ | ------------------------------------------------ | ------------------------------------------------ | ------------------------------------------------ |
| 1864                                             | 1878                                             | 1890                                             | 1900                                             | 1911                                             | 1920                                             | 1930                                             | 1940                                             | 1950                                             | 1960                                             | 1970                                             | 1981                                             | 1991                                             | 2001                                             | 2011                                             |
| 286                                              | 353                                              | 333                                              | 495                                              | 347                                              | 375                                              | 464                                              | 455                                              | 483                                              | 424                                              | 375                                              | 345                                              | 344                                              | 321                                              | 265                                              |